# Dudar
Dudar község Veszprém vármegyében, a Zirci járásban.

## Fekvése
A település a Bakony keleti felében, Zirctől mintegy 7 kilométerre keletre fekszik, a várost Mórral összekötő 8216-os út mentén. Utóbbiból itt ágazik ki, a 7,350-es kilométerszelvényénél, dél felé a Bakonynánára vezető 82 112-es út és a 9,150-es kilométerszelvényénél, északi irányban, Bakonyszentkirály felé a 8219-es út.
A településnek korábban saját vasútvonala is volt, az 1944-ben keskeny nyomtávú vasútként megnyitott, majd 1947-ben normál nyomtávúra átépített Zirc–Dudarbánya-vasútvonal, amely Zirc vasútállomástól az itteni szénbányákig tartott és két megállási pontja volt Dudaron: Dudar megállóhely és Dudarbánya vasútállomás. Miután 1995-ben az utolsó helyi bányaüzemeket is bezárták, ezen a szakaszon megszűnt a személyforgalom, azóta csak alkalmi teherszállítás (leginkább bauxit és faanyag szállítása) folyik itt.

## Története
A települést III. András idejében Possessio Dudar néven, mint Csókakő várának tartozékát említi egy okleveles adat. A 15. században a Rozgonyi és Újlaki családok vetélkedtek Csókakő, s a hozzá tartozó Dudar birtoklásáért. A 16. század közepén Palota várához csatolták, így 1559-ben gróf Cseszneky Mihály palotai fővitéz kapta királyi adományként. Ezt követően a Huszár és Botkai családok voltak a fő birtokosok a faluban. A község a Rákóczi-szabadságharcot követően került a Nádasdy család tulajdonába.
1937-ben a Szegedi Fiatalok Művészeti Kollégiuma falukutatást és nemzetközi konferenciát rendezett a faluban, ennek hatására híressé vált a falu a sajátos népszokásairól, dalairól és vendégszeretetéről. Ennek emlékére 75 évvel később, 2012. szeptember 19. és 23. közt ismét felkeresték a községet a Szegedi Tudományegyetem falukutatói (húsz szociológia és négy pszichológia szakos hallgató), Rácz Attila Archiválva 2010. szeptember 14-i dátummal a Wayback Machine-ben szociológus és Szokolszky Ágnes pszichológus vezetésével.
Impozáns főtéri parkja az 1980-as évek első felében létesült, azokban az években készült el a település postahivatala és néhány más közjóléti létesítménye is.

## Gazdaság
A településről származó égetett mésznek híre volt az egész Dunántúlon, lovas kocsikkal hordták a dudariak még messze földre is. Később szénbánya is nyílt a falu határában, melyet az eocén program keretében továbbfejlesztettek. Az 1970-es évek elején pedig megnyitotta kapuit a Bakony Művek autóalkatrész-gyártó üzeme is, tovább erősítve a község ipari jellegét. Mára viszont nemcsak a 2000-ben bezárt bányaüzem, de az alkatrészgyártó üzem (sőt a veszprémi anyacég) is megszűnt, így a lakosság nagy része más településeken kénytelen munkát vállalni. A korábbi nagyobb ipari üzemek helyén kisebb vállalkozások igyekeztek megtelepedni, több-kevesebb sikerrel.

## Közélete

### Polgármesterei
- 1990–1994: Simon Mihály (független)[6]
- 1994–1998: Simon Mihály (független)[7]
- 1998–2002: Simon Mihály (független)[8]
- 2002–2006: Simon Mihály (független)[9]
- 2006–2010: Polt Ferencné (független)[10]
- 2010–2014: Tóth Edina Kitti (független)[11]
- 2014–2019: Tóth Edina Kitti (független)[12]
- 2019–2024: Tóth Edina Kitti (független)[13]
- 2024– : Baumann Csaba (független)[1]

## Népesség
A település népességének változása:
| Lakosok száma | 1643 | 1637 | 1649 | 1642 | 1655 | 1617 | 1649 |
|               | 2013 | 2014 | 2015 | 2021 | 2022 | 2023 | 2024 |

A 2011-es népszámlálás során a lakosok 87,5%-a magyarnak, 1,4% németnek, 0,5% cigánynak mondta magát (12,2% nem nyilatkozott; a kettős identitások miatt az végösszeg nagyobb lehet 100%-nál). A vallási megoszlás a következő volt: római katolikus 22,9%, református 41,1%, evangélikus 0,9%, görögkatolikus 0,1%, felekezeten kívüli 9,8% (19,4% nem nyilatkozott).
2022-ben a lakosság 88,2%-a vallotta magát magyarnak, 1,1% németnek, 0,8% cigánynak, 0,2% bolgárnak, 0,2% szerbnek, 0,1-0,1% ruszinnak és ukránnak, 2,2% egyéb, nem hazai nemzetiségűnek (11,7% nem nyilatkozott; a kettős identitások miatt a végösszeg nagyobb lehet 100%-nál). Vallásuk szerint 24,4% volt református, 19,2% római katolikus, 0,5% görög katolikus, 0,2% evangélikus, 4,7% egyéb keresztény, 0,8% egyéb katolikus, 11,9% felekezeten kívüli (38,1% nem válaszolt).

## Galéria

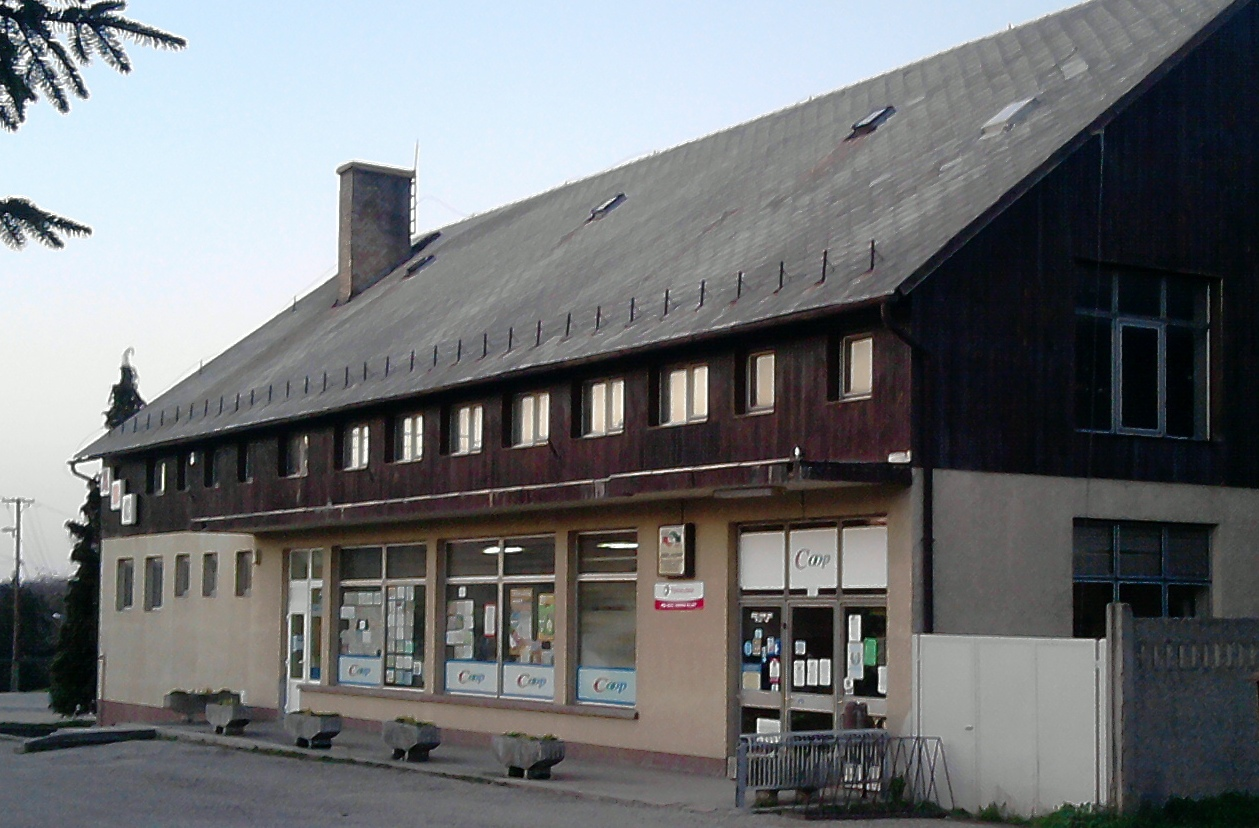
Afész ABC
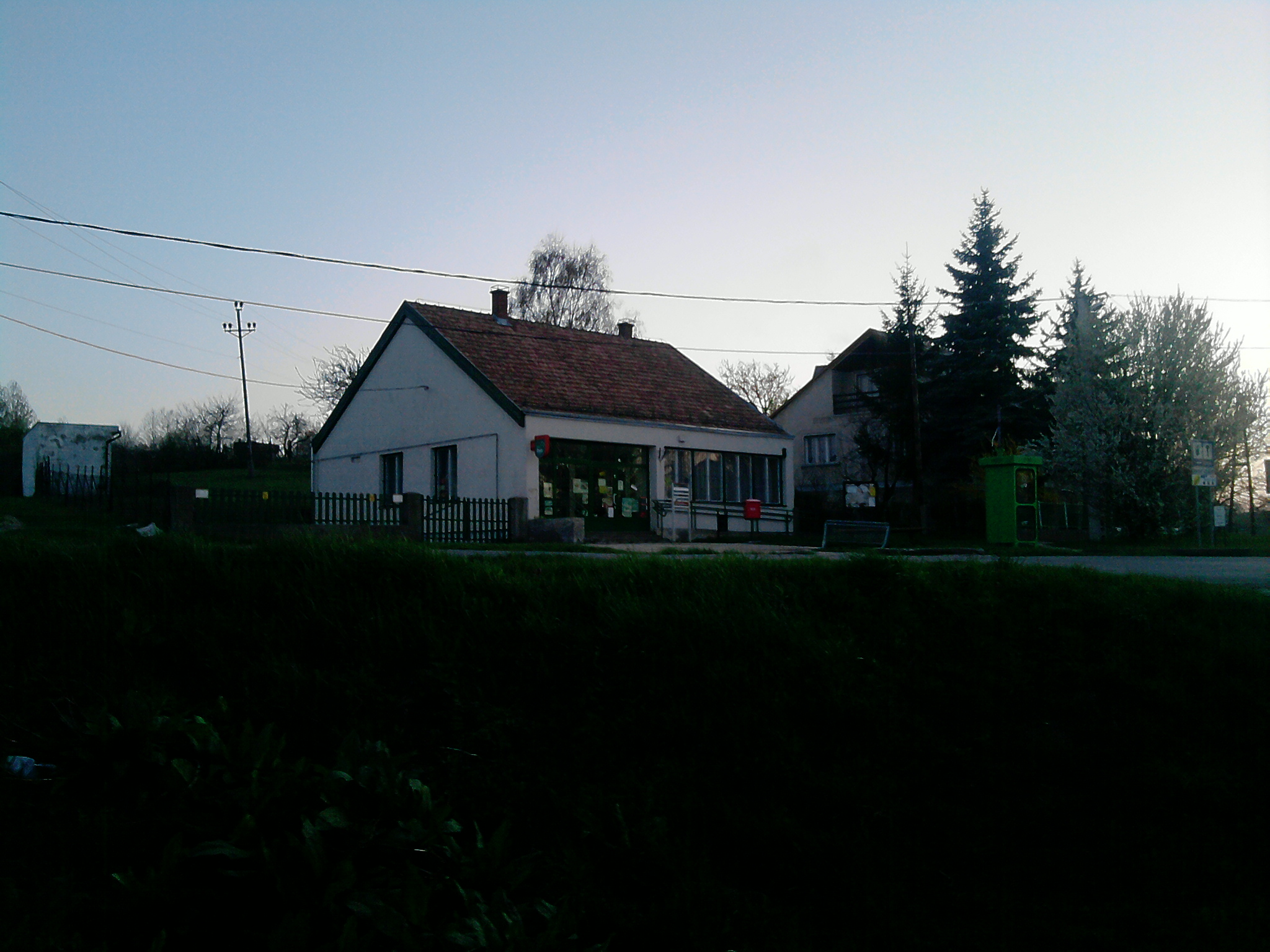
Dudari posta
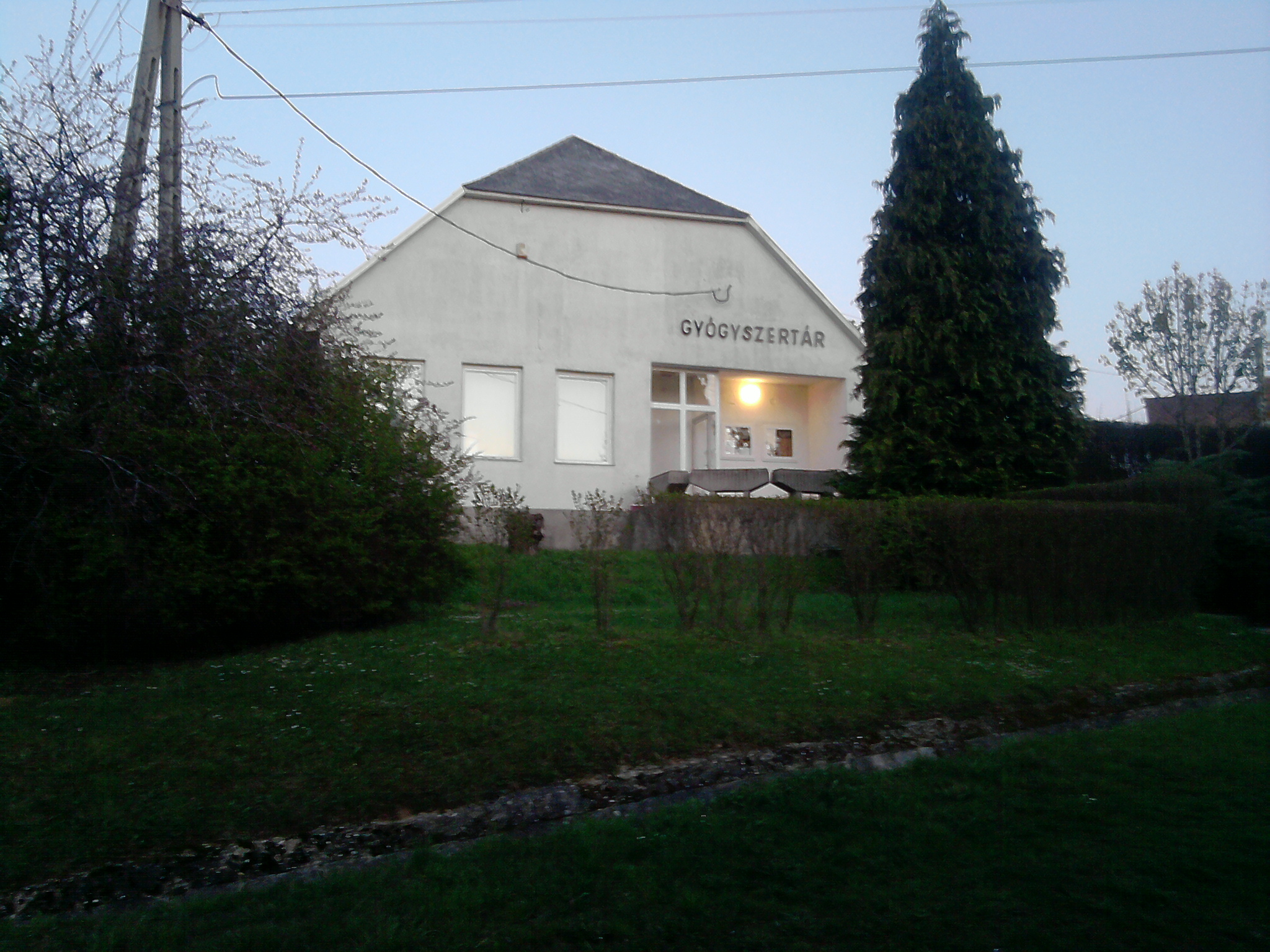
Gyógyszertár
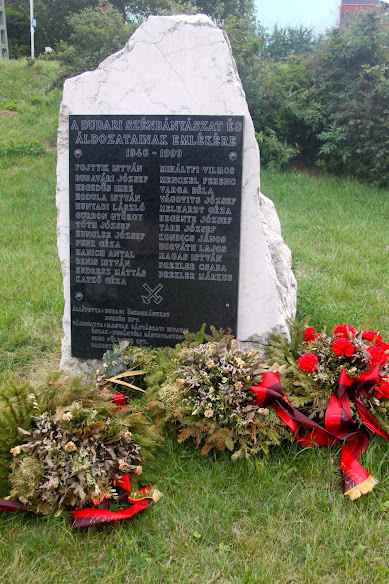
A dudari szénbányászat és áldozatainak emléktáblája
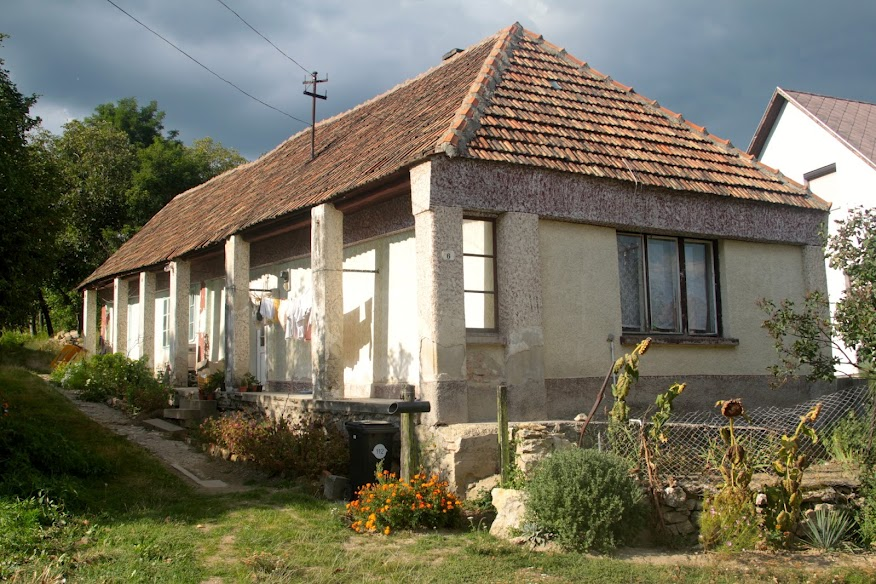
Dudari ház, gang oszlopokkal
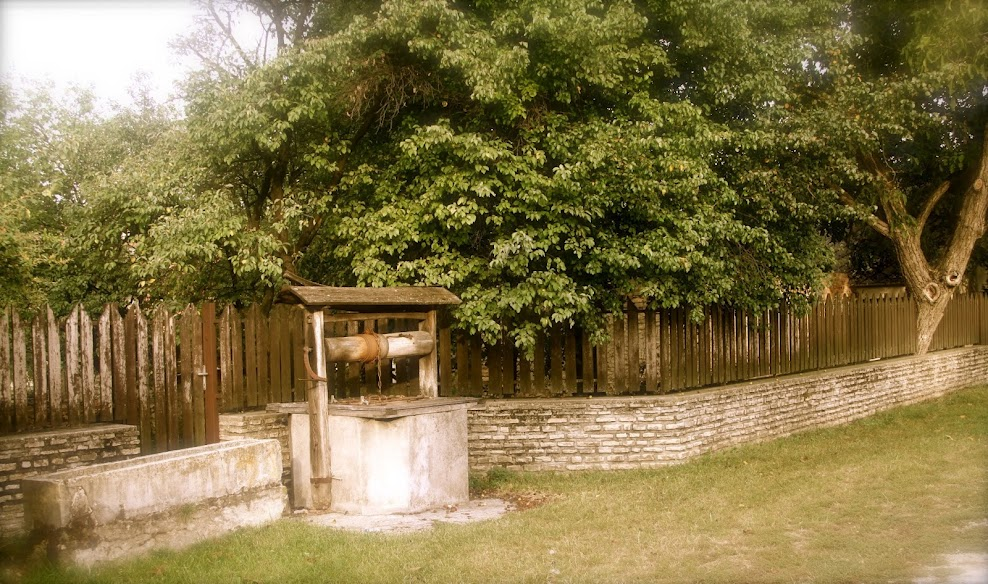
Dudari kerekes kút
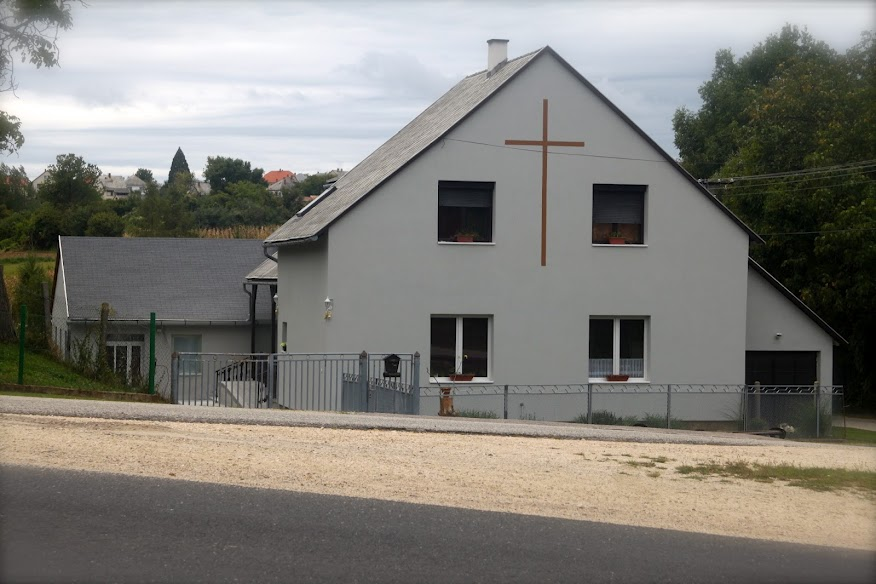
Magyar Pünkösdi Egyház dudari gyülekezete
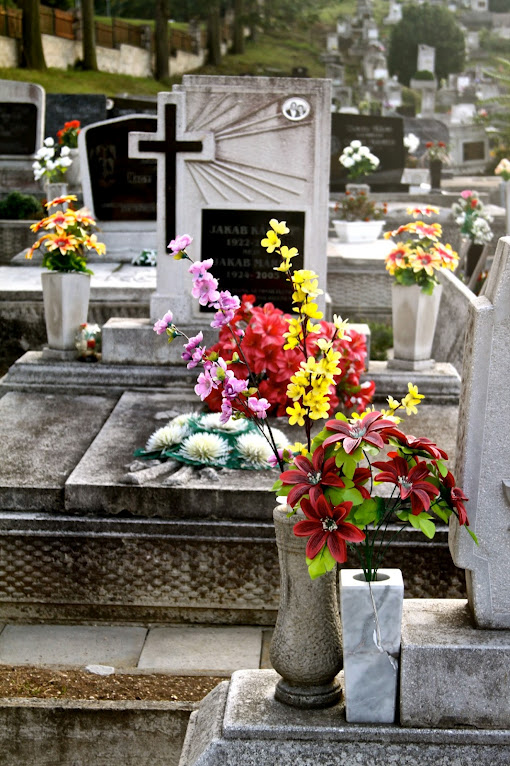
Dudari síremlék napsugaras motívummal díszítve